# 平松まゆきのシャーシーナイト
平松まゆきのシャーシーナイト（ひらまつ - ）は、1996年1月から同年9月まで文化放送のミュージックステーション枠で放送されていたラジオ番組。なお、同年4月以降はタイトルに「新」が付き、「平松まゆきの新シャーシーナイト」となっていた。
放送時間は水曜日（木曜日未明）26:30 - 27:00。タイトルの「シャーシー」はパーソナリティー・平松まゆきの出身地、大分県の「しゃあしい」（＝うるさい、など）という大分弁から来ている。
初期のオープニングテーマに「ア〜イヤイヤイヤ〜」という叫び声の入った曲が使われていたが、これは尾藤イサオの曲を使用したとのこと。

## コーナー
日本語裁判
- この言葉の用法は間違っていないか?などの疑問についてリスナーから意見を募集し、判定を下していた。

アクセント7（セブン）
- 言葉のアクセントが正確に言えるように、平松が挑戦していたコーナー。

おいしん坊万才!
- 2種類の食物を食べ比べていたコーナー。リスナーに同じ食物を用意して一緒に食べてもらうよう呼びかけていた。